# Tonnant (1789)
Pour les autres navires du même nom, voir Le Tonnant.
Le Tonnant est un vaisseau de ligne de 80 canons de la Marine française. Il est le premier vaisseau de la classe Tonnant qui porte son nom, construit selon les plans du système Borda-Sané. 

## Carrière

### Marine française
Construit à l'arsenal de Toulon entre 1787 et 1789, il est capturé lors du siège de Toulon en 1793. Il fait ensuite partie des quatorze vaisseaux repris par l'armée de la République en décembre 1793 (treize autres sont enlevés ou brûlés). Il participe à la bataille de Gênes (ou du cap Noli) en mars 1795. À la bataille d'Aboukir le 1er août 1798, il est sous le commandement d'Aristide Aubert du Petit-Thouars et ne se rend qu'après deux jours d'une résistance héroïque face aux vaisseaux de l'amiral Horatio Nelson. 

### Royal Navy
Intégré à la Royal Navy il devient HMS Tonnant. Sous le commandement de Sir Edward Pellew, il participe aux opérations de contrôle du golfe de Gascogne et de blocus des ports de l'Atlantique français et espagnols. 4e de l'escadre de Cuthbert Collingwood à la bataille de Trafalgar, il a un rôle décisif et obtient la reddition du vaisseau français Algésiras.
Navire amiral de Sir Alexander Cochrane pendant la guerre anglo-américaine de 1812, c'est depuis le pont du Tonnant que Francis Scott Key aurait écrit les paroles de l'hymne national des États-Unis, The Star-Spangled Banner, en observant l'acharnement des soldats américains à maintenir la bannière étoilée face aux bombardements de la flotte anglaise lors de la bataille de Baltimore. Il participera à la bataille du lac Borgne et conservera le corps de Robert Ross après sa mort lors de la bataille de North Point.
Ultime mission en 1815, il porte le pavillon de l'amiral George Keith Elphinstone, commandant l'escadre chargée de conduire Napoléon à Sainte-Hélène. Il est démantelé en 1821.

## Sources et bibliographie
- Michel Vergé-Franceschi (dir.), Dictionnaire d'Histoire maritime, Paris, éditions Robert Laffont, coll. « Bouquins », 2002, 1508 p. (ISBN 2-221-08751-8 et 2-221-09744-0)
- Étienne Taillemite, Dictionnaire des marins français, Paris, Tallandier, coll. « Dictionnaires », octobre 2002, 537 p. [détail de l’édition] (ISBN 978-2847340082)
- Jean Meyer et Martine Acerra, Histoire de la marine française : des origines à nos jours, Rennes, Ouest-France, 1994, 427 p. [détail de l’édition] (ISBN 2-7373-1129-2, BNF 35734655)
- Rémi Monaque, Une histoire de la marine de guerre française, Paris, éditions Perrin, 2016, 526 p. (ISBN 978-2-262-03715-4)
- Jean-Michel Roche, Dictionnaire des bâtiments de la flotte de guerre française de Colbert à nos jours, 1671 - 1870, vol. 1, Éditions LTP, Brest, 2005, 530 p. (ISBN 978-2-9525917-0-6, OCLC 165892922, présentation en ligne)
- (en) Rif Winfield, British Warships in the Age of Sail 1793-1817 : Design, Construction, Careers and Fates, Seaforth, 2008, 418 p. (ISBN 978-1-86176-246-7 et 1-86176-246-1)
- (en) Terence Grocott, Shipwrecks of the revolutionary & Napoleonic eras, London, Chatham Pub., 1997, 430 p. (ISBN 978-1-861-76030-2, OCLC 38404766)
- (en) Brian Lavery, The Ship of the Line, vol. 1 : « The development of the battlefleet 1650-1850 », Conway Maritime Press, 2003,  (ISBN 0-85177-252-8).